# الحقل (الضالع)
الحقل هي إحدى قرى الجمهورية اليمنية. وهي تتبع جغرافيًا لمحافظة الضالع. وإداريًا لمديرية قعطبة. يبلغ تعداد سكانها 1043 نسمة حسب الإحصاء الذي جرى عام 2004.